# Carina Braunschmidt
Carina Braunschmidt (* 20. Januar 1971 in München) ist eine schweizerisch-deutsche Schauspielerin am Theater Basel.

## Leben und Wirken
Carina Braunschmidt wurde in München geboren und wuchs in Luzern auf. Dort besuchte sie die Kunstgewerbeschule und machte eine Berufslehre als Dekorateurin.
Für ihre Schauspielausbildung ging sie zurück nach München an die Otto-Falckenberg-Schule. Erste Bühnenerfahrungen erwarb sie an den Münchner Kammerspielen, wo sie unter der Regie von Herbert Achternbusch und Dieter Dorn arbeitete. 1999 wurde sie Ensemblemitglied am Theater Luzern und arbeitete unter anderem mit René Pollesch, Sebastian Baumgarten, Mathias von Hartz und Christoph Frick.
Zusätzlich war sie von 2002 bis 2007 Mitglied der PolitComicSatire W.O.W. des Schweizer Fernsehens.
2006 wechselte sie ans Theater Basel, wo sie seither festes Mitglied des Ensembles ist. Unter der Regisseurin Anna Viebrock spielte sie in 69 Arten den Blues zu spielen, Doubleface, Die Bügelfalte des Himmels hält für immer und Das Mansion am Südpol – eine Immobilie.
Unter Peter Kastenmüller war sie in Berlin Alexanderplatz zu sehen, während der Schauspieldirektor und Regisseur Elias Perrig sie in Pornographie und in Eine Familie und in vielen weiteren Produktionen besetzte.
Unter Florentine Klepper folgte Die Geschichte meiner Einschätzung am Anfang des dritten Jahrtausends von Peter Licht und in der Regie von Corinna von Rad Hush no more, ein Theaterabend mit Musik.
Schliesslich wirkte sie unter der Regie von Christoph Marthaler in La Grande-Duchesse de Gérolstein, Wüstenbuch, Meine faire Dame, Lo Stimulatore cardiaco, Letzte Tage. Ein Vorabend und Une Iles flottante mit.
Carina Braunschmidt ist heute festes Ensemblemitglied der Theaterintendanz von Andreas Beck.

## Persönliches
Carina Braunschmidt ist mit dem Sänger und Musiker Christian Zehnder verheiratet. 2005 bekam sie eine Tochter.

## Filmografie
- 1995: Nach Fünf im Urwald, Regie: Christian Schmidt
- 2011: Alles eis Ding, Regie: Anita Blumer
- 2013: Der Bestatter, Regie: Markus Fischer
- 2016: Zoe und Julie, Regie: Markus Fischer
- Napolione salut du monde, Regie: Mikesch Film
- Neue Freiheit – keine Jobs, Regie: Herbert Achternbusch
- In the Ghetto, Regie: Christoph Stark
- Der Mann neben dir, Regie: Jörg Grünler
- Der Ausflug, Regie: Christina Zulauf
- Fässler-Kunz, Regie: Katja Früh

## Auszeichnungen
- 1992: Dr. C. Rohnheimer Stiftung Zürich
- 1993: Frau E. Weinisch Klüber Stiftung München
- 1996: Migros Genossenschaft MGB
- 2004: Eidgenössisches Departement des Innern «EDI Gold» für PolitComicSatire W.O.W. Schweizer Fernsehens SRF
- 2006: Publikumspreis der Genossenschaft der Stadt Luzern
- 2011: Nomination zur Nachwuchs-Schauspielerin «Theater heute»
- 2014: Publikumspreis «beste Schauspielerin» am Schweizer Theatertreffen in Zürich[7]
- 2015: Nomination «Beste Nebenrolle» Solothurner Filmtage